# Michael Blake
Michael Blake, né le 5 juillet 1945 à Fort Bragg en Caroline du Nord et mort le 2 mai 2015 à Tucson, est un auteur américain connu en particulier pour son roman Danse avec les loups adapté au cinéma sous le même nom par Kevin Costner en 1990.

## Biographie
Il a beaucoup voyagé au Texas avec sa famille avant d'arriver en Californie où ils voyageront de ville en ville. Michael débute comme rédacteur auxiliaire au bureau d'information d'une base aérienne. Il poursuit en tant que journaliste étudiant à l'université du Mexique. Il quitte l'école en 1970 et continue à écrire pour des quotidiens. Il s'inscrit dans une école de films et commence à écrire des scénarios puis part à Los Angeles afin de réaliser ses propres films. Il y parvient en 80 en réalisant un petit film : Stacy's Knights qui lancera un jeune acteur nommé Kevin Costner. Il a écrit plusieurs romans, dont Danse avec les loups qui fut le premier à être publié en 1988. En 2001, il en écrit la suite : La Route Sacrée et travaille sur son adaptation au cinéma. Il a reçu aussi plusieurs récompenses dont un Oscar. Marié en 1993, Michael Blake est le père de trois enfants et vit dans un ranch en Arizona. Il meurt à l'âge de 69 ans des suites d'une longue maladie.